# Народна башта
Народна башта је највећи и најстарији градски парк у Панчеву.

## Историја
По налогу првог панчевачког урбанисте, бригадног генерала Миховила Михаљевића, на југоисточном крају града је подигнута Народна башта. Тадашњи планери су овај простор организовали по узору на немачке паркове, који су били синтеза елемената француских и енглеских паркова. Млада буржоазија широм света је инсистирала на изградњи великих паркова изван центра насеља и тиме је Панчево хватало корак са светом.
У Народној башти се од 15. августа до 17. септембра 1905. године одржала велика индустријска и пољопривредна изложба, коју је посетило 100.480 људи. Због поставки 26 павиљона, хала, поставки и пратећих објеката, велики број стабала је морао бити посечен. Након завршетка изложбе, сви павиљони, хале и поставке су уклоњене. Једино је остао музички павиљон у којем је за време викенда, празника или неког догађаја свирана плех музика.
Постојала су и два терена за лаун-тенис („пољски тенис”) као и зграда Лаун-тенис клуба, основаног 1908. године. Непосредно после Првог светског рата, у Народној башти су виђеније панчевачке госпођице заиграле хазену, врсту игре сличне рукомету.
Шездесетих година 20. века музички павиљон је срушен, а на његово место је изграђена фонтана с неидентификованом каменом скулптуром, а истом приликом је уклоњена и ограда парка.
Дана 29. октобра 2007. године, уз донације италијанске провинције Равена и града Червија, отпочело је реновирање Народне баште. Радови су завршени 2008. године, а парк је добио нову трим стазу, игралишта и расвету.

## Галерија
- Каталог за време велике изложбе
- Павиљон у Народној башти за време велике изложбе
- Народна башта у Панчеву
- Народна башта за Ускрс
- Народна башта за Ускрс
- Народна башта за Ускрс
- Народна башта за Ускрс
- Народна башта за Ускрс
- Народна башта за Ускрс